# Casus belli
Casus belli è una locuzione latina il cui significato letterale è "motivo della guerra". Tale espressione è usata per indicare un evento addotto a motivazione ufficiale per la dichiarazione di guerra, in genere diverso o secondario rispetto a motivazioni economiche, politiche e sociali che gli storici ritengono essere alla base di un conflitto.
Tra i più importanti "casus belli" ricordiamo, in ordine temporale: il ratto di Elena, l'assedio di Sagunto, la defenestrazione di Praga, l'imboscata di Jumonville, l'attentato di Sarajevo, l'incidente di Ual Ual e l'incidente di Gleiwitz.

## Terminologia
Il termine casus belli entrò in uso diffuso in Europa nel diciassettesimo e diciottesimo secolo attraverso gli scritti di Ugo Grozio (1653), Cornelius van Bynkershoek (1707) e Jean-Jacques Burlamaqui (1732), tra gli altri, e a causa dell'ascesa della dottrina politica dello jus ad bellum o "teoria della guerra giusta". Il termine è anche usato informalmente per riferirsi a qualsiasi "giusta causa" che una nazione può rivendicare per entrare in un conflitto. È usato per descrivere il caso di guerra fornito prima che il termine entrasse in uso diffuso, e per descrivere la logica per un'azione militare anche senza una formale dichiarazione di guerra (come nel periodo che ha preceduto la risoluzione del Golfo del Tonchino).
Nell'articolare formalmente un casus belli, un governo in genere espone le sue ragioni per andare in guerra, i mezzi che intende usare per perseguire la guerra e i passi che altri potrebbero intraprendere per dissuaderlo dall'andare in guerra. Cerca di dimostrare che andrà in guerra solo come ultima risorsa o piano (ultima ratio) e che ha "giusta causa" per farlo. Il diritto internazionale moderno riconosce almeno tre giustificazioni legittime per dichiarare guerra: autodifesa, difesa di un alleato richiesta dai termini di un trattato e approvazione delle Nazioni Unite.
Proschema (plurale proschemata) è il termine greco equivalente, reso popolare per la prima volta da Tucidide nella sua Guerra del Peloponneso. I proschemata sono le ragioni dichiarate per fare la guerra, che possono o non possono essere le stesse delle vere ragioni, che Tucidide chiamava prophasis (πρόφασις).

## Motivi per l'utilizzo
Nel periodo successivo alla seconda guerra mondiale, la Carta delle Nazioni Unite proibisce ai paesi firmatari di impegnarsi in una guerra, eccetto: 1) come mezzo per difendere se stessi, o un alleato quando gli obblighi del trattato lo richiedono, contro un'aggressione; 2) a meno che l'ONU come organo non abbia dato la previa approvazione all'operazione. L'ONU si riserva inoltre il diritto di chiedere alle nazioni membri di intervenire contro i paesi non firmatari che intraprendono guerre di aggressione.

## Categorizzazione
Braumoeller nel 2019 ha affermato: "Per quanto idiosincratico possa sembrare il casus belli, tuttavia, generalmente ce n'è uno... Le questioni che spingono la maggior parte delle guerre rientrano abbastanza bene in una delle categorie abbastanza gestibili". Ha riassunto ampiamente questioni classiche come territorio, creazione o dissoluzione di paesi, difesa dell'integrità dei paesi, successione dinastica e difesa di correligionari o connazionali. Ha sottolineato che nel moderno campo degli studi sulla pace e sui conflitti, gli studiosi elencano spesso anche cause come "lotta per il potere, corse agli armamenti e spirali di conflitto, etnia e nazionalismo, tipo di regime politico interno e cambio di leadership, interdipendenza economica e commercio, territorio, scarsità indotta dal cambiamento climatico e così via".
Nel suo libro The Causes of War (1972), lo storico australiano Geoffrey Blainey ha menzionato cause generali come errori di calcolo, così come cause specifiche dette "Death Watch e Scapegoat Wars", e ha sottolineato l'importanza di fattori banali come il meteo.
Theodore K. Rabb e Robert I. Rotberg hanno esplorato le radici dei conflitti più importanti come una miscela di fattori a livello internazionale, nazionale e individuale in The Origin and Prevention of Major Wars (1989).
Kalevi Holsti ha catalogato e categorizzato le guerre dal 1648 al 1989 secondo 24 categorie di "questioni che hanno generato guerre".
Un casus belli intenzionalmente basato su fatti inesatti è noto come "pretesto".

## Esempi storici

### Guerra civile americana
Mentre il conflitto a lungo termine tra gli Stati del Nord e del Sud (principalmente dovuto a questioni morali causate dalla schiavitù, così come alle disparità socio-economiche) fu la causa della Guerra civile americana, l'attacco confederato a Fort Sumter (12-14 aprile 1861) servì da casus belli per l'Unione. Lo storico David Herbert Donald nel 1996 concluse che i "ripetuti sforzi del presidente Abraham Lincoln per evitare la collisione nei mesi tra l'insediamento e lo sparo su Fort Sumter dimostrarono che egli aderì al suo voto di non essere il primo a versare sangue fraterno. Ma giurò anche di non cedere i forti. L'unica risoluzione di queste posizioni contraddittorie fu che i confederati sparassero il primo colpo; fecero proprio questo". Il veterano confederato William Watson espresse nel 1887 l'opinione che fino a quel momento il Segretario di Stato americano William H. Seward non era stato in grado di trovare "una giusta causa per dichiarare guerra agli Stati secessionisti", ma Sumter gli diede "il casus belli che aveva cercato". Watson si lamentò di come Jefferson Davis e altri leader confederati stessero celebrando "vanagloriosamente" la vittoria a Sumter, dimenticando che aver fatto la prima mossa aveva dato alla Confederazione l'immediata reputazione negativa a livello internazionale di essere l'aggressore e aveva garantito a Seward "l'indivisa simpatia del Nord".

### Guerra ispano-americana

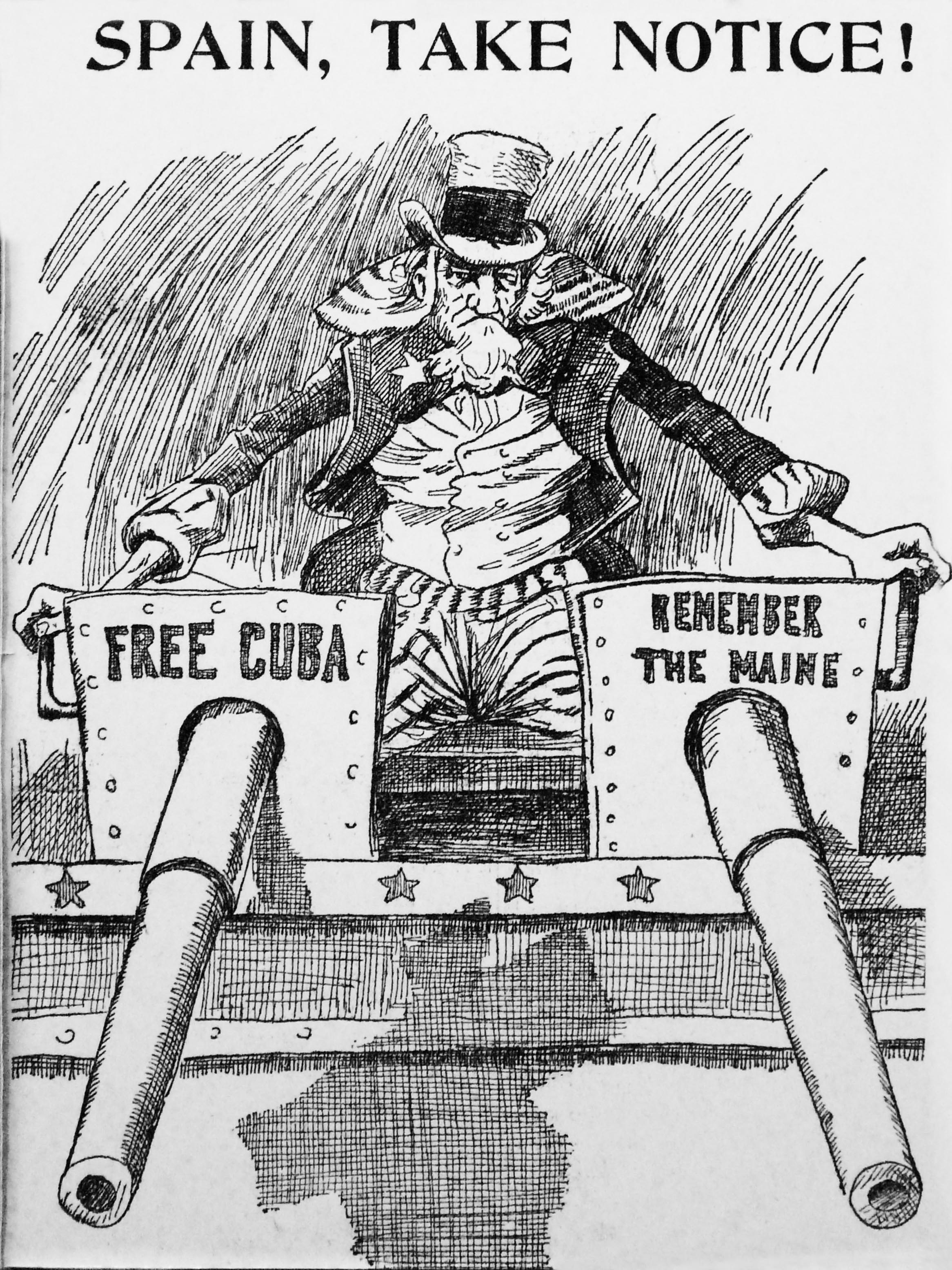
Fumetto raffigurante lo zio Sam belligerante che mette in guardia la Spagna, circa 1898

La Maine era una nave della Marina degli Stati Uniti che affondò nel porto dell'Avana, nella Cuba spagnola, il 15 febbraio 1898. Mentre la distruzione della Maine non portò a un'immediata dichiarazione di guerra con la Spagna, creò un'atmosfera che precluse una soluzione pacifica. L'inchiesta spagnola scoprì che l'esplosione era stata causata dalla combustione spontanea dei bunker del carbone, ma la Corte d'inchiesta della US Sampson Board stabilì che l'esplosione era stata causata da un'esplosione esterna di un siluro. L'amministrazione McKinley non citò l'esplosione come un casus belli, ma altri erano già inclini ad andare in guerra con la Spagna per le atrocità percepite e la perdita di controllo a Cuba. I sostenitori della guerra usarono il grido di battaglia: "Ricordatevi della Maine! Al diavolo la Spagna!".

### Seconda Guerra Mondiale
Nella Manciuria giapponese, nel 1937, il Giappone organizzò l'incidente del ponte di Marco Polo come casus belli per dare inizio alla Seconda guerra mondiale.
Nella sua autobiografia Mein Kampf, Adolf Hitler aveva sostenuto negli anni '20 una politica di Lebensraum ("spazio vitale") per il popolo tedesco, che in termini pratici significava l'espansione territoriale tedesca nell'Europa orientale.

### Guerra Cina-Vietnam
Durante la guerra sino-vietnamita del 1979, il leader cinese Deng Xiaoping disse agli Stati Uniti che il suo piano di combattere i vietnamiti era una vendetta per il rovesciamento da parte del Vietnam del regime dei Khmer Rossi della Cambogia, un alleato della Cina. Tuttavia, i nazionalisti cinesi hanno sostenuto che il vero casus belli era il cattivo trattamento del Vietnam nei confronti della sua popolazione etnica cinese, così come il sospetto che il Vietnam stesse cercando di consolidare la Cambogia con il sostegno sovietico.

### Invasione dell'Iraq del 2003

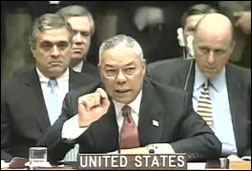
5 febbraio 2003 – Il Segretario di Stato americano Colin Powell tiene in mano un modello di fiala di antrace durante la presentazione al Consiglio di sicurezza delle Nazioni Unite.

Quando gli Stati Uniti invasero l'Iraq nel 2003, citarono come casus belli dichiarato il mancato rispetto da parte dell'Iraq dei termini dell'accordo di cessate il fuoco per la Guerra del Golfo del 1990-1991, nonché la pianificazione del tentato assassinio dell'ex presidente George H. W. Bush nel 1993 e gli attacchi contro gli aerei della coalizione che imponevano le no-fly zone.
L'amministrazione di George W. Bush ha citato il programma di armi di distruzione di massa (WMD) di Saddam Hussein. L'amministrazione ha affermato che l'Iraq non si era conformato al suo obbligo di disarmare ai sensi delle passate risoluzioni ONU e che Saddam Hussein stava attivamente tentando di acquisire una capacità di armi nucleari e di potenziare un arsenale esistente di armi chimiche e biologiche. Il Segretario di Stato Colin Powell ha parlato a una sessione plenaria del Consiglio di sicurezza delle Nazioni Unite il 5 febbraio 2003, citando queste ragioni come giustificazione per un'azione militare. Le stime di intelligence nazionale (NIE) declassificate in seguito indicano che qualsiasi certezza potrebbe essere stata sopravvalutata per giustificare un intervento armato; l'entità, l'origine e l'intento di queste sopravvalutazioni non possono essere determinate in modo conclusivo dalle NIE.

### Annessione della Crimea
Dopo l'annessione della Crimea da parte della Federazione Russa nel 2014, il presidente russo Vladimir Putin ha sostenuto che la Crimea e altre regioni "non facevano parte dell'Ucraina" dopo che era stata presa nel XVIII secolo. La popolazione etnica russa in Crimea e nell'Ucraina orientale è stata vista come un casus belli per l'annessione della Russia. Il Ministero degli Esteri ha affermato che l'Ucraina ha cercato di sequestrare gli edifici governativi della Crimea, citando questo come un casus belli.

### Invasione russa dell'Ucraina del 2022
Prima dell'invasione russa dell'Ucraina del 2022, la Russia ha riconosciuto le repubbliche separatiste di Donetsk e Luhansk, e l'alleanza tra loro è stata ratificata nei loro parlamenti, creando così un casus belli utilizzabile.

### Guerra Israele-Hamas del 2023
Il 7 ottobre 2023, gruppi militanti palestinesi, guidati da Hamas, hanno lanciato un forte attacco nel territorio israeliano dalla Striscia di Gaza. Questa operazione è stata chiamata "Operazione Al-Aqsa Flood" da Hamas. In risposta, le Forze di difesa israeliane hanno lanciato una controffensiva, ufficialmente denominata "Operazione Iron Swords".

## Cronologia storica parziale
- 1250 a.C. o 1196 a.C. Guerra di Troia

Casus Belli: Ratto di Elena
- 219 a.C. Seconda Guerra Punica

Casus Belli: Assedio di Sagunto
- 23 maggio 1618 Guerra dei Trent'Anni

Casus Belli: Defenestrazione di Praga
- 28 maggio 1754 Guerra franco-indiana

Casus Belli: Imboscata di Jumonville
- 12-13 aprile 1861 Guerra civile americana

Casus Belli: Battaglia di Fort Sumter
- 19 luglio 1870 Guerra franco-prussiana

Casus Belli: Dispaccio di Ems
- 28 giugno 1914 Prima guerra mondiale

Casus Belli: Attentato di Sarajevo
- 5 dicembre 1934 Guerra d'Etiopia

Casus Belli: Incidente di Ual Ual
- 1º settembre 1939 Seconda guerra mondiale

Casus Belli: Incidente di Gleiwitz
- 26 novembre 1939 Guerra d'inverno

Casus Belli: Incidente di Mainila
- 4 agosto 1964 Guerra del Vietnam

Casus Belli: Incidente del Golfo del Tonchino
- 14 luglio 1969 Guerra del calcio

Casus Belli: Espulsione dall'Honduras di 300 000 salvadoregni precedentemente ivi immigrati.